# Analgezja wziewna porodu
Analgezja wziewna porodu – nieinwazyjny rodzaj znieczulenia porodowego, w którym środek leczniczy podawany jest w postaci gazu do dróg oddechowych kobiety. Współcześnie najbardziej popularnym lekiem w tej praktyce jest podtlenek azotu stosowany w mieszaninie z tlenem.

## Sposób użycia
Gaz podaje się w sposób ciągły lub przerywany w zależności od nasilenia bólu. Rodząca powinna inhalować się gazem na 1 minutę przed szczytem skurczu w celu uzyskania najlepszego efektu analgetycznego.